# Cazadores de utopías
Cazadores de utopías es una película argentina documental producida por el ente estatal Instituto Nacional de Cine y Artes Audiovisuales (INCAA). Fue dirigida por David Blaustein que se estrenó el 21 de marzo de 1996 y la producción corrió a cargo de Ernesto Jauretche, quien también realizó la investigación con la colaboración de Mercedes Depino.

## Sinopsis
La película se refiere a la trayectoria de la organización guerrillera Montoneros durante la década de 1970 a través de entrevistas recientes a personas que actuaron en ella, algunos de ellos como dirigentes en los mandos intermedios.

## Críticas
El crítico Gonzalo Aguilar escribió sobre la película que:

“El modelo elegido por David Blaustein es la peor opción posible cuando de hacer cine documental político se trata …queda claro que la película de Blaustein en vez de ser una historia de la guerrilla, de sus propuestas y sus defecciones, de sus expectativas y de su fracaso, fue más que nada un ejercicio piadoso pero al mismo tiempo tremendamente frustrante y frustrado de recuperar la historia montonera, no para entenderla, evaluarla, discutirla y finalmente cuestionarla, sino para endiosarla, y finalmente para usarla de pretexto para demonizar al presente, enaltecer al pasado y en definitiva vaciar de sentido a los proyectos políticos posibles hoy.”

Por su parte Piscitelli opina:

“Las críticas a la película son muchas pero todas se resumen en un comentario que hiciera Gabriela Cerruti en Pagina/12 en 1995 en donde sostenía que Cazadores de Utopías toda una proeza, una película de más de dos horas sobre la historia de los montoneros que no nombraba una sola vez a Firmenich, a Galimberti, a Perdia o a Vaca Narvaja" y agrega "la película plantea pues un idealización del pasado y una relación no resuelta con el líder que se vehiculizan detrás de una música melancólica (a cargo de Litto Nebbia), presentación de los testimoniantes según los cargos en la organización militar, un tono intimista y una comparación permanente entre la vida en los 70, pura adrenalina, promesa, arrojo, propuesta, idealización y los trabajos de todos los días de esos superhéroes convertidos en engranajes de un sistema que no les reconoce ni su excepcionalidad ni su entrega...En la película hay un permanente empequeñecimiento del presente. Si originalmente el objetivo de la película era narrar para elaborar la derrota, termina convertida en una repetición y una justificación atrapada entre el duelo y la melancolía". Para Julio Bárbaro en la película “hay una mezcla perfecta de 50% de soberbia y 50% de imbecilidad”